# Johannes Albert Gehle
Johannes Albert Gehle (* 13. Dezember 1960 in Peckelsheim) ist ein deutscher Arzt und Funktionär im Gesundheitswesen.
Seit 2019 ist er gewählter Präsident der Ärztekammer Westfalen-Lippe (ÄKWL).

## Ausbildung und Beruf
Nach dem Abitur absolvierte er ein Medizinstudium an der Ruhruniversität Bochum, welches er 1990 abschloss. Nach seiner Approbation begann er im Jahr 1992 eine Weiterbildung zum Assistenzarzt am Klinikum Bergmannsheil Gelsenkirchen-Buer. Dort ist er bis heute als Leitender Arzt im Department Intensivmedizin tätig.

## Berufspolitisches

### Standesvertretung
Gehle bekleidet vielfältige berufspolitische Ämter. Seit 2005 ist er Bezirksvorsitzender des Marburger Bundes in Gelsenkirchen.  Bevor er 2015 zum Vorsitzenden des Landesverbandes NRW/Rheinland-Pfalz gewählt wurde, war er bereits seit 2007 Beisitzer im Vorstand.
Weiterhin ist er Beisitzer Im Bundesvorstand der Gewerkschaft. Er ist seit 2005 Mitglied der Kammerversammlung der ÄKWL und seit 2008 Mitglied des Vorstandes. 2019 folgte die Wahl zum Kammerpräsidenten.
Als Kammerpräsident der ÄKWL ist er Mitglied im Bundesvorstand der Bundesärztekammer (BÄK). Außerdem ist er bis heute regelmäßiger Abgeordneter des Deutschen Ärztetages.

### Weitere Mitgliedschaften
Er ist Mitglied der Arbeitsgemeinschaft Notärzte in Nordrhein-Westfalen (AGNNW) und im Berufsverband Deutscher Anästhesistinnen und Anästhesisten.